# Вулиця Гречана (Львів)
Ву́лиця Гречана — вулиця у Залізничному районі міста Львова, в місцевості Сигнівка. Сполучає вулиці Городоцьку та Грузинську. Прилучається вулиця Кавказька.

## Історія
Вулиця виникла на початку XX століття у складі передміського селища Сигнівка. Після входження селища до меж міста 11 квітня 1930 року, вулиці колишнього села були перейменовані або ж новоутвореним вулицям надавалися певні назви. Так, у 1932 році вулиця отримала назву Ляуера (паралельна назва Бічна Грудецької дороги). 1936 року перейменована на вулицю Гричану. Так звані «хлібні» назви дали цій та декільком сусіднім вулицям, через те, що неподалік розташовувалася найбільша у Львові хлібопекарня «Меркурій» (нинішній «Львівський хлібзавод № 1» ПрАТ «Концерн Хлібпром» на вул. Городоцькій, 168). Під час німецької окупації, у 1943—1944 роках, мала назву Грютцеґассе. Сучасна назва вулиця Гречана, походить з липня 1944 року.

## Забудова
Забудова вулиці Гречаної — одно- та двоповерховий конструктивізм 1930-х років, промислова забудова. У 1935—1938 роках на нинішніх вулицях Гречаній, Церетелі, Грузинській та Кавказькій виникла колонія індивідуальних будинків Товариства робітничих осель (пол. TOR). Колонія складалася з одноповерхових спарених будинків двох типів, які продавалися в кредит. Коштом міста тут збудували дитячий садочок та семикласну школу. Нині лише декілька з-понад сотні будинків зберегли свій первісний вигляд.
Нині вулиця Гречана межує з територією колишнього Львівського мотозаводу. Деякі будівлі колишнього заводу мають нумерацію від вулиці Гречаної.